# Preston Smith (Footballspieler)
Preston Demarquis Smith (* 17. November 1992 in Atlanta, Georgia) ist ein US-amerikanischer American-Football-Spieler auf der Position des Outside Linebackers. Zuletzt spielte er für die Pittsburgh Steelers in der National Football League (NFL).

## Frühe Jahre
Smith besuchte die Stephenson High School in Stone Mountain, Georgia, einem Vorort von Atlanta. Nach seinem Highschoolabschluss erhielt er ein Stipendium der Mississippi State University, für die von 2011 bis 2014 spielte. Schon in seinem ersten Jahr kam er in 9 Spielen zum Einsatz und hatte unter anderem einen erzwungenen Fumble beim 31:3-Sieg gegen die University of Mississippi im sogenannten Egg Bowl. In den 4 Jahren an der Schule kam Smith auf insgesamt 134 Tackles, 16 Sacks und 2 Interceptions, von denen er aus einer einen Touchdown erzielen konnte. Am Ende der Saison 2014 wurde er von den Trainern ins First-Team All-SEC gewählt. Auch mit seiner Mannschaft war er erfolgreich, so konnten sie 2011 den Music City Bowl und 2013 den Liberty Bowl gewinnen.

## NFL

### Washington Redskins
Im NFL-Draft 2015 wurde Smith in der 2. Runde an 38. Stelle von den Washington Redskins ausgewählt. Dort war er in seinem ersten Jahr jedoch nur Backup für Trent Murphy auf der Position des Right Outside Linebacker. Nichtsdestotrotz gab er sein NFL-Debüt bereits am 1. Spieltag der Saison 2015 bei der 10:17-Niederlage der Redskins gegen die Miami Dolphins, in dem er auch seinen ersten Sack an Quarterback Ryan Tannehill verzeichnete. Am 14. Spieltag stand er beim 24:21-Sieg gegen die Chicago Bears das erste Mal in der Startformation der Redskins. Gerade zu Saisonende steigerte er seine Leistungen nochmal, am 16. Spieltag konnte er beim 38:24-Sieg gegen die Philadelphia Eagles deren Quarterback Sam Bradford gleich dreimal sacken. Auch in den Spielen davor und danach erreichte er einen Sack. Insgesamt kam er in der Saison in allen 16 Spielen zum Einsatz und erzielte dabei 35 Tackles und 8 Sacks. Da die Redskins 9 Spiele gewannen und dabei nur 7 verloren, konnten sie sich für die Playoffs qualifizieren. Dort gab Smith sein Debüt in der 1. Runde bei der 18:35-Niederlage gegen die Green Bay Packers, bei der er jedoch einen Safety erzielen konnte.
In seinem 2. Jahr bei den Redskins wurde Smith Stammspieler auf der Position des Right Outside Linebacker. Seine erste NFL-Interception konnte er am 10. Spieltag beim 26:20-Sieg gegen die Minnesota Vikings erneut von Sam Bradford fangen, den er in dem Spiel auch zweimal sacken konnte. In die Saison 2017 startete er besonders gut, so konnte er in den ersten vier Spielen der Saison je einen Sack erzielen. Insgesamt war er in der ganzen Saison unangefochtener Stammspieler. Am 7. Spieltag der Saison 2018 beim 20:17-Sieg der Redskins gegen die Dallas Cowboys konnte er einen Fumble, der von Ryan Kerrigan erzwungen worden war, in der Endzone von Dallas recovern und somit seinen ersten NFL-Touchdown erzielen. Nach der Saison wurde er ein Free Agent. Insgesamt kam er für das Team in 64 Spielen zum Einsatz, verzeichnete 168 Tackles, 24,5 Sacks und 4 Interceptions.

### Green Bay Packers
Am 14. März 2019 unterschrieb Smith einen Vierjahresvertrag über 52 Millionen US-Dollar bei den Green Bay Packers. Für sein neues Team wurde er direkt Stammspieler und gab sein Debüt am 1. Spieltag beim 10:3-Sieg gegen die Chicago Bears, bei dem er Quarterback Mitchell Trubisky 1,5-mal sackte. Seine erste Interception fing er am darauffolgenden Spieltag beim 21:16-Sieg erneut gegen die Minnesota Vikings. Am 3. Spieltag beim 27:16-Sieg gegen die Denver Broncos konnte er deren Quarterback Joe Flacco dreimal sacken und einen Fumble erzwingen. Für diese Leistung wurde er zum NFC Defensive Player of the Week ernannt. In der Saison 2019 hatte er insgesamt Karrierehöchstwerte von 12 Sacks und 56 Tackles. Außerdem konnte er sich mit den Packers für die Playoffs qualifizieren. Dort kam er das erste Mal für die Packers in der 2. Runde beim 28:23-Sieg gegen die Seattle Seahawks zum Einsatz, bei dem er Russell Wilson zweimal sackte. Daraufhin scheiterte er jedoch mit den Packers im NFC Championship Game an den San Francisco 49ers mit 20:37. Auch in der Saison 2020 kam er regelmäßig für die Packers zum Einsatz. Am 12. Spieltag konnte er beim 41:25-Sieg gegen die Chicago Bears den zweiten Touchdown seiner Karriere nach einem Fumble von Mitchell Trubisky erzielen. Außerdem konnte er ihn noch einmal sacken. Erneut konnte er sich mit den Packers für die Playoffs qualifizieren, nach einem Sieg in der 2. Runde gegen die Los Angeles Rams scheiterten sie jedoch schon wieder im NFC Championship Game, diesmal an den Tampa Bay Buccaneers.
Auch in der Saison 2021 blieb Smith fester Stammspieler und Leistungsträger in der Defense der Packers. Am 6. Spieltag verletzte er sich beim 24:14-Sieg gegen die Chicago Bears an der Schulter, sodass er das Spiel gegen das Washington Football Team verletzungsbedingt verpasste. Zuvor war er in allen Spielen seit seinem Draft 2015 zum Einsatz gekommen. Am 11. Spieltag konnte er bei der 31:34-Niederlage gegen die Minnesota Vikings zusätzlich zu 6 Tackles auch zwei Sacks an Kirk Cousins verzeichnen, dies gelang ihm am 14. Spieltag beim 45:30-Sieg gegen die Chicago Bears an Justin Fields. Wie in den vorherigen beiden Saisons konnte er mit den Packers in der Saison 13 Siege einfahren und sich als Sieger der NFC North für die Playoffs qualifizieren. Dort trafen sie in der Divisional-Runde auf die San Francisco 49ers. Bei dem Spiel konnte Smith insgesamt 9 Tackles verzeichnen, die meisten aller Spieler bei diesem Spiel und eine neue Karrierehöchstleistung in der Postseason für ihn persönlich, das Ausscheiden durch eine 10:13-Niederlage jedoch nicht verhindern.
Am 14. März 2022 unterschrieb Smith eine Vertragsverlängerung über vier Jahre bei den Packers, die ihm 52,5 Millionen Dollar einbringen kann. In der folgenden Saison 2022 blieb er Stammspieler in der Defense der Packers. Beim 27:10-Sieg gegen die Chicago Bears am 2. Spieltag gelangen ihm sieben Tackles sowie 2 Sacks an Quarterback Justin Fields, beides persönliche Saisonbestwerte. Auch beim 24:12-Sieg gegen die Los Angeles Rams am 15. Spieltag konnte er zwei Sacks erzielen. Insgesamt kam er in der Saison auf 8,5 Sacks, wodurch er die meisten in seinem Team verzeichnen konnte. Auch 2023 blieb Smith Stammkraft in der Defense. Am 8. Spieltag konnte er bei der 10:24-Niederlage gegen die Minnesota Vikings zwei Sacks verzeichnen, einen an Kirk Cousins und einen an Jaren Hall. Mit insgesamt 8 Sacks gelangen ihm die zweitmeisten seines Teams hinter Rashan Gary.
In der Saison 2024 wurde Smith unter dem neuen Defensive Coordinator Jeff Hafley vermehrt als Defensive End eingesetzt. Auch hier etablierte er sich direkt zum Stammspieler und konnte am 3. Spieltag beim 30:14-Sieg gegen die Tennessee Titans direkt zwei Sacks an Will Levis verzeichnen. Allerdings kam Smith mit seiner neuen Rolle in der Defense der Packers nicht zurecht und fragte daher an, getradet zu werden.

### Pittsburgh Steelers
Am 5. November 2024 gaben die Packers Smith im Austausch gegen einen Siebtrundenpick 2025 an die Pittsburgh Steelers ab. Dort debütierte er direkt am 10. Spieltag der Saison beim 28:27-Sieg gegen die Washington Commanders, bei dem er einen Sack an Quarterback Jayden Daniels verzeichnen konnte. Insgesamt kam er in der Defense der Steelers jedoch nicht über eine Backup-Rolle hinaus. In den acht restlichen Spielen der Regular Season war er keinmal Starter und erreichte lediglich 13 Tackles und zwei Sacks. Auch im Playoffspiel der Wildcard-Runde, einer 24:28-Niederlage gegen die Baltimore Ravens, war er inactive. Am 14. Februar 2025 wurde Smith von den Steelers entlassen.

## Karrierestatistiken
| Legende | Legende            |
| ------- | ------------------ |
| Fett    | Karrierehöchstwert |

### Regular Season
| Saison                             | Team             | Spiele | Spiele  | Tackles | Tackles | Tackles | Tackles | Tackles | Interceptions | Interceptions | Interceptions | Interceptions | Interceptions | Interceptions | Fumbles | Fumbles | Fumbles |
| Saison                             | Team             | Gesamt | Starter | Gesamt  | Solo    | Assists | Sack    | Safety  | PD            | Int           | Yards         | Avg           | Lang          | TD            | FF      | FR      | TD      |
| ---------------------------------- | ---------------- | ------ | ------- | ------- | ------- | ------- | ------- | ------- | ------------- | ------------- | ------------- | ------------- | ------------- | ------------- | ------- | ------- | ------- |
| 2015                               | Redskins         | 16     | 2       | 35      | 24      | 11      | 8,0     | 0       | 4             | 0             | 0             | 0,0           | 0             | 0             | 3       | 1       | 0       |
| 2016                               | Redskins         | 16     | 16      | 38      | 22      | 16      | 4,5     | 0       | 3             | 1             | 22            | 22,0          | 22            | 0             | 0       | 0       | 0       |
| 2017                               | Redskins         | 16     | 16      | 42      | 31      | 11      | 8,0     | 0       | 3             | 2             | 26            | 13,0          | 18            | 0             | 1       | 1       | 0       |
| 2018                               | Redskins         | 16     | 16      | 53      | 30      | 23      | 4,0     | 0       | 3             | 1             | 3             | 3,0           | 3             | 0             | 0       | 1       | 1       |
| 2019                               | Packers          | 16     | 16      | 56      | 36      | 20      | 12,0    | 0       | 4             | 1             | 5             | 5,0           | 5             | 0             | 1       | 0       | 0       |
| 2020                               | Packers          | 16     | 16      | 38      | 25      | 13      | 4,0     | 0       | 3             | 0             | 0             | 0,0           | 0             | 0             | 0       | 1       | 1       |
| 2021                               | Packers          | 16     | 16      | 38      | 25      | 13      | 9,0     | 0       | 2             | 0             | 0             | 0,0           | 0             | 0             | 2       | 2       | 0       |
| 2022                               | Packers          | 17     | 17      | 59      | 38      | 21      | 8,5     | 0       | 1             | 0             | 0             | 0,0           | 0             | 0             | 1       | 0       | 0       |
| 2023                               | Packers          | 17     | 17      | 48      | 28      | 20      | 8,0     | 0       | 4             | 0             | 0             | 0,0           | 0             | 0             | 2       | 0       | 0       |
| 2024                               | Packers          | 9      | 9       | 19      | 6       | 13      | 2,5     | 0       | 0             | 0             | 0             | 0,0           | 0             | 0             | 0       | 0       | 0       |
| 2024                               | Steelers         | 8      | 0       | 13      | 6       | 7       | 2,0     | 0       | 0             | 0             | 0             | 0,0           | 0             | 0             | 0       | 1       | 0       |
| Gesamte Karriere                   | Gesamte Karriere | 163    | 138     | 443     | 275     | 168     | 70,5    | 0       | 27            | 5             | 56            | 11,2          | 22            | 0             | 10      | 7       | 2       |
| Quelle: pro-football-reference.com |                  |        |         |         |         |         |         |         |               |               |               |               |               |               |         |         |         |

### Postseason
| Saison                             | Team     | Spiele | Spiele  | Tackles      | Tackles      | Tackles      | Tackles      | Tackles      | Interceptions | Interceptions | Interceptions | Interceptions | Interceptions | Interceptions | Fumbles      | Fumbles      | Fumbles      |
| Saison                             | Team     | Gesamt | Starter | Gesamt       | Solo         | Assist       | Sack         | Safety       | PD            | Int           | Yards         | Avg           | Lang          | TD            | FF           | FR           | TD           |
| ---------------------------------- | -------- | ------ | ------- | ------------ | ------------ | ------------ | ------------ | ------------ | ------------- | ------------- | ------------- | ------------- | ------------- | ------------- | ------------ | ------------ | ------------ |
| 2015                               | Redskins | 1      | 0       | 3            | 2            | 1            | 1,0          | 1            | 0             | 0             | 0             | 0,0           | 0             | 0             | 0            | 0            | 0            |
| 2019                               | Packers  | 2      | 2       | 4            | 4            | 0            | 2,0          | 0            | 0             | 0             | 0             | 0,0           | 0             | 0             | 0            | 0            | 0            |
| 2020                               | Packers  | 2      | 2       | 6            | 4            | 2            | 0,0          | 0            | 2             | 0             | 0             | 0,0           | 0             | 0             | 0            | 0            | 0            |
| 2021                               | Packers  | 1      | 1       | 9            | 6            | 3            | 0,0          | 0            | 0             | 0             | 0             | 0,0           | 0             | 0             | 0            | 0            | 0            |
| 2023                               | Packers  | 2      | 2       | 3            | 2            | 1            | 1,5          | 0            | 1             | 0             | 0             | 0,0           | 0             | 0             | 0            | 0            | 0            |
| 2024                               | Steelers | 0      | 0       | ohne Einsatz | ohne Einsatz | ohne Einsatz | ohne Einsatz | ohne Einsatz | ohne Einsatz  | ohne Einsatz  | ohne Einsatz  | ohne Einsatz  | ohne Einsatz  | ohne Einsatz  | ohne Einsatz | ohne Einsatz | ohne Einsatz |
| Total                              | Total    | 8      | 7       | 25           | 18           | 7            | 4,5          | 1            | 3             | 0             | 0             | 0,0           | 0             | 0             | 0            | 0            | 0            |
| Quelle: pro-football-reference.com |          |        |         |              |              |              |              |              |               |               |               |               |               |               |              |              |              |